# Vajdakamarás
Vajdakamarás (románul: Vaida-Cămăraș) falu Romániában, Kolozs megyében. A Mezőség belsejében, Kolozsvártól 32, a Kolozsvár-Szászrégen műúttól 5 kilométerre fekszik. Közigazgatásilag Magyarkályán községhez tartozik.

## Története
Első említése 1213-ból származik, villa Kamarás néven. Egyéb névváltozatai: villa Camars (1335), Wajda Kamarás (1495). 1332-ben már plébániatemploma volt. 1723-ban a középkori templom helyett új templomot építettek. Lakossága a reformáció során református lett.

## Demográfia

### Népesség
1850-ben 669 lakosából 450 magyar és 204 román volt, 1992-ben az 1044 lakosból 949 volt magyar.
2011-ben a népessége 811 fő, ebből 716 magyar, 59 román, 15 roma és 21 ismeretlen etnikumú.

### Vallás
A második világháború előtt a falu lakói többségükben a református és görögkatolikus egyházhoz tartoztak. A 20. század végére alig maradtak görögkatolikusok, kisebb számban megjelentek az ortodoxok. Az 1914-ben alakult adventista közösség létszáma a 20. század végére megközelítette a reformátusokét.

## Látnivalók
- Református templom
- Vajdakamarási falumúzeum[5]

## Híres emberek
Makkai Sándor 1915-1917 között Vajdakamaráson volt lelkész. Itt szerzett élményeit utóbb a Holttenger című regényében dolgozta fel.

## Nevezetes esemény
A község vidékét érintette a mócsi meteorithullás, amely a Mezőség területén 8 falu térségének közelében mintegy 300 kilogrammnyi meteorit anyagot hozott. Mócson és Vajdakamaráson kívül Mezőgyéres, Gyulatelke, Visa, Báré, Mezőkeszü, Magyarpalatka, Marokháza községet érintette a szóródási ellipszis.